# Phidippus audax
Phidippus audax este un păianjen săritor din America de Nord. Numele comun a speciei este Păianjen săritor curajos sau Păianjen curajos grăsuț. Mărimea medie a adultului vriază între 13 - 20 mm. Corpul lui este negru cu pete și dungi  pe opistosomă și picioare. La juvenil petele sunt portocalii, iar la adult - albe. Chelicere au o nuanță de verde metalizat sau albăstrui. Numele speciei provine de la cuvântul latin audax - "îndrăzneț", "curajos".

## Modul de viață

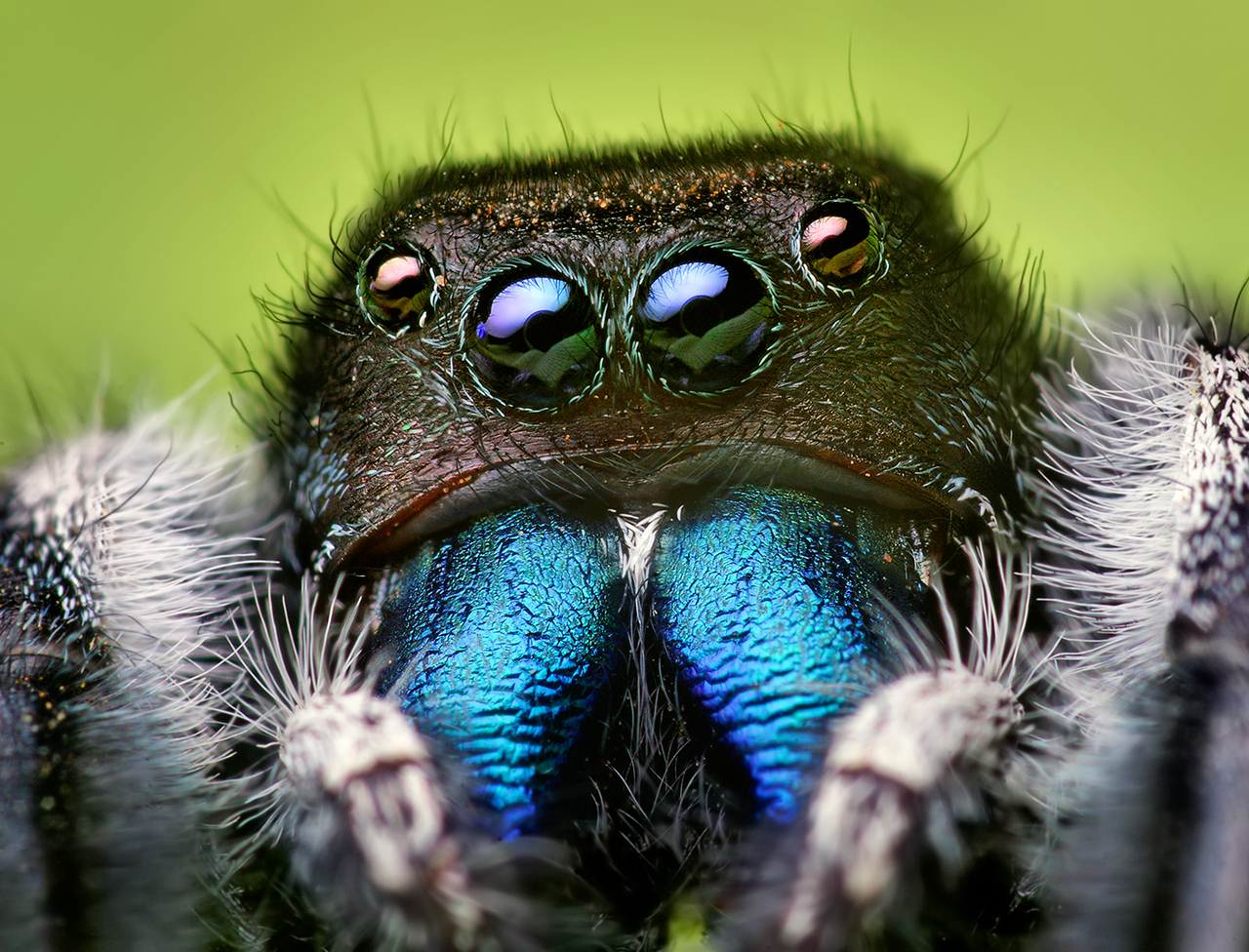
Partea anterioară a prosomei

Phidippus audax poate să efectueze sărituri la o distanță de 50 de ori mai mare decât lungimea corpului. Ca și alți păianjeni săritori, el are ochi mediani mari care-i asigură o vedere foarte dezvoltată. Ea este importantă la urmărirea prăzii și la comunicare între semenii săi. De exemplu, datorită vederei femela poate să privească fără difilcutăți dansul executat de mascul în timpul împerecherii.

Această specii nu contruiește pânze, pentru vânătoare caută locurile cele mai deschise și luminoase. El poate fi găsit în pășuni, grădini, pe garduri, pereți. Se pare că preferă suprafețe verticale, deoarece îi este mai ușor să atace prada.

## Răspândire
Această specie este comun în sud-estul Canadei, Statele Unite în unele regiunile din nordul Americii Centrale, a fost introdus pe insulele Hawaii și Nicobar. 